# Gerd Koll

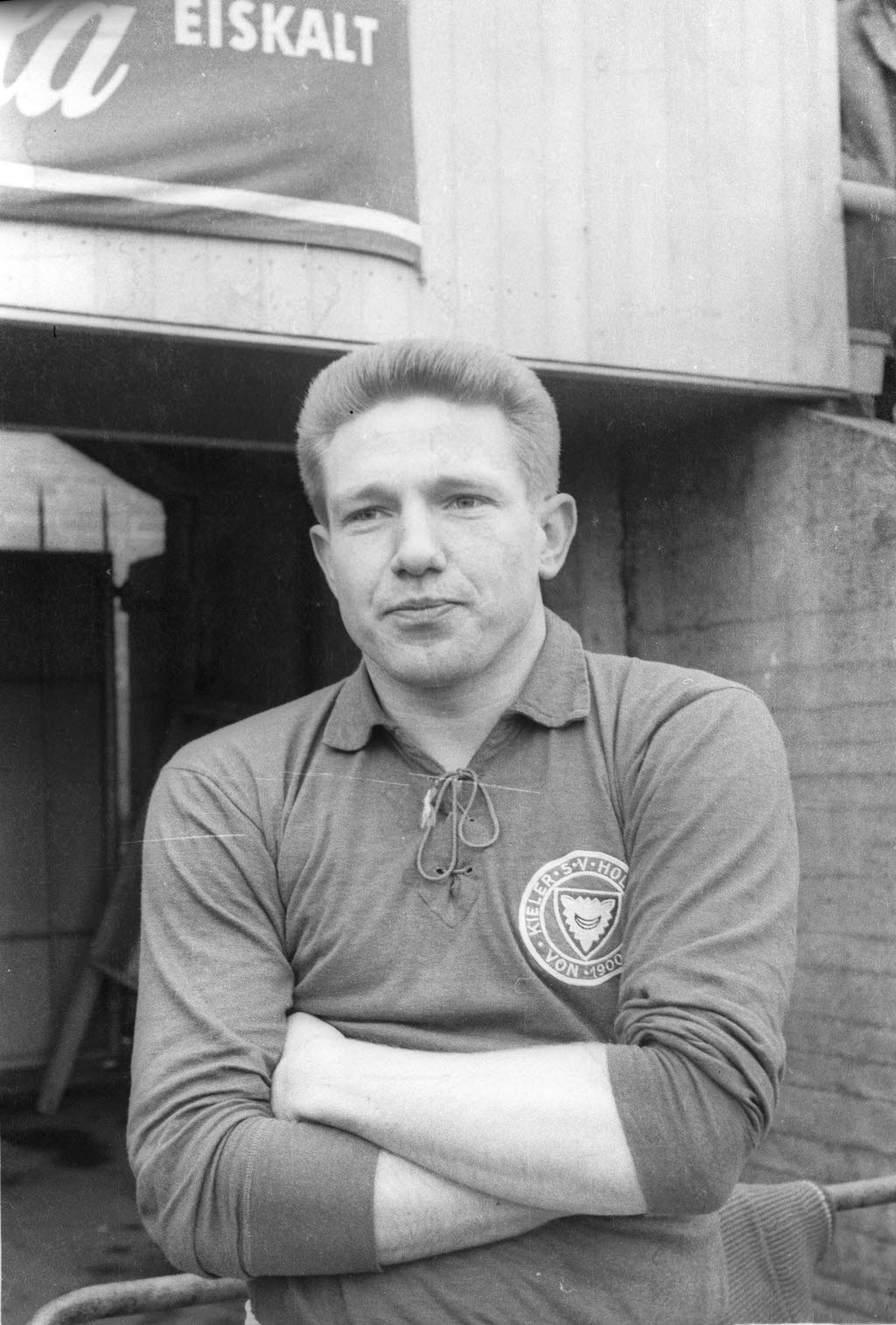
Gerd Koll (1963)

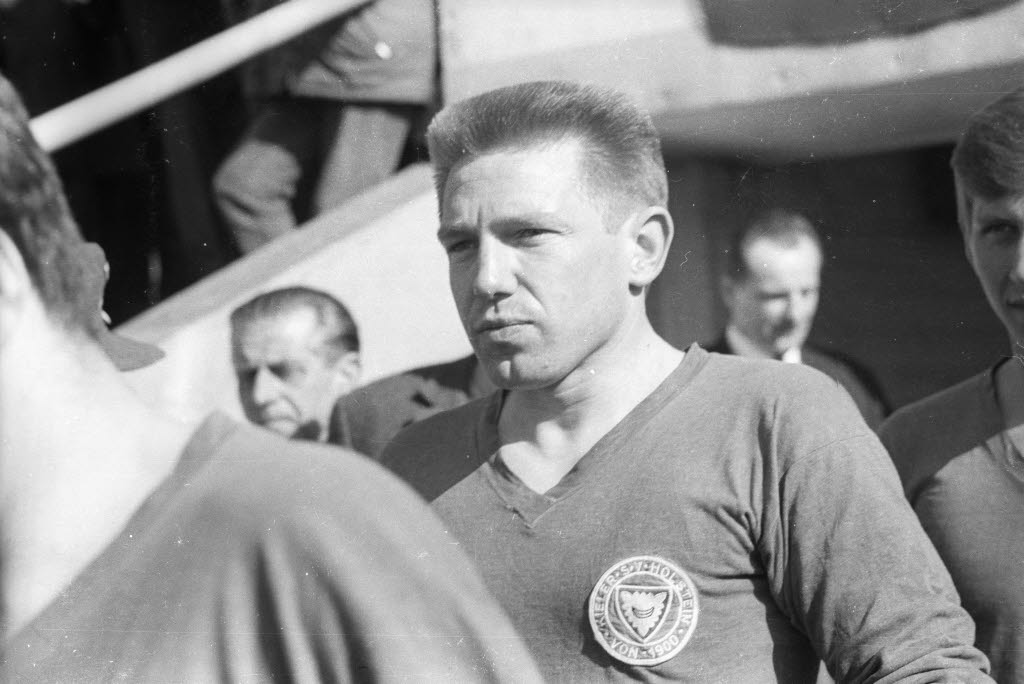
Gerd Koll (1967)

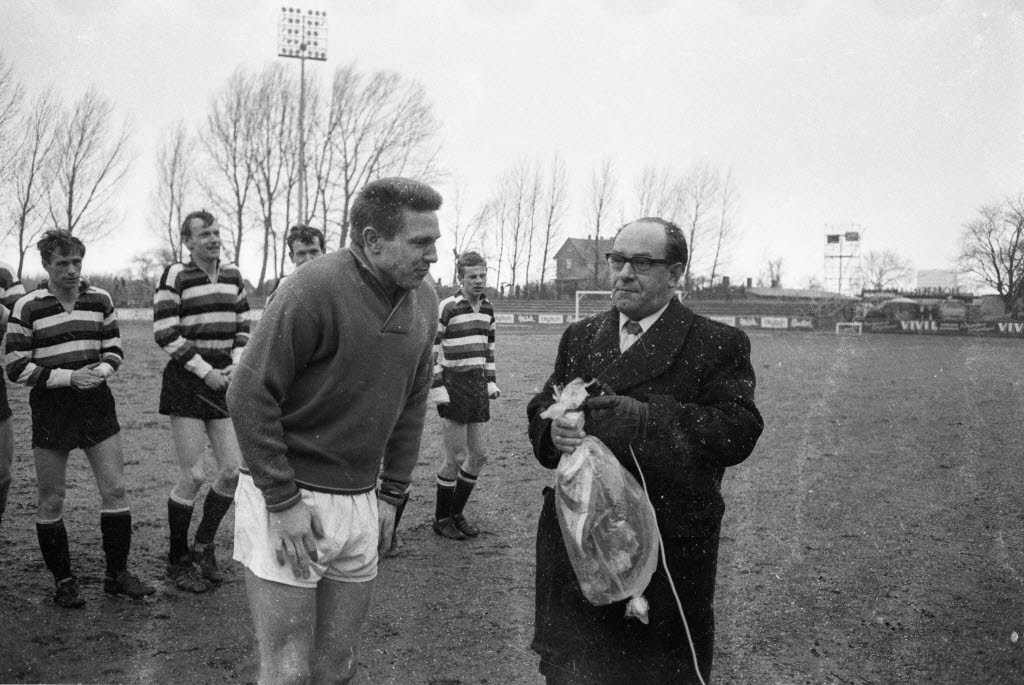
Gerd Koll (vorne links) und der 2. Vorsitzende von Holstein Kiel Willi Gruß (rechts) vor dem Spiel gegen Altona 93. Gruß überreicht Koll zu dessen 401. Spiel für Holstein einen Blumenstrauß. (1968)

Gerd Koll (* 1. April 1938 in Rendsburg; † 18. März 2013 in Kiel) war ein deutscher Fußballspieler und -trainer, der als Stürmer von Holstein Kiel in den Jahren 1959 bis 1963 in der Oberliga Nord 113 Spiele absolvierte und dabei 58 Tore erzielte. Nach der Gründung der Bundesliga blieb er bei der KSV Holstein und spielte dort noch bis 1968 in der Regionalliga Nord, wo er in 148 Spielen noch 76 Tore draufsattelte. 1965 wurde er mit den Kielern überlegener Regionalliga-Meister, scheiterte aber in der Aufstiegsrunde zur Bundesliga.

## Laufbahn

### Oberliga Nord, 1959 bis 1963
Mit 20 Jahren wechselte Gerd Koll 1958 vom Rendsburger TSV zu Holstein Kiel. Der aus der 2. Amateurliga gekommene Angreifer spielte sich in der Runde 1958/59 über die Holstein-Amateure in das Oberliga-Team der Saison 1959/60. Unter Trainer Helmuth Johannsen gehörte er sofort der Stammbesetzung an und kam auf 30 Einsätze mit neun Treffern. Im dritten Jahr bei den „Störchen“, 1961/62, erzielte er in 29 Spielen 28 Tore und stand mit Uwe Seeler an der Spitze der Torschützenliste im Norden. Im letzten Jahr der Oberligen, 1962/63, hatte Holstein Kiel mit Koll und seinen Sturmkollegen Alfred Bornemann, Fritz Boyens, Manfred Greif, Horst Martinsen und Manfred Podlich einen torgefährlichen Angriff, der 73 Tore erzielte. Holstein belegte am Saisonende aber lediglich Platz fünf und verpasste somit die Qualifikation für die zur Saison 1963/64 eingeführte Fußball-Bundesliga.

### Regionalliga Nord, 1963 bis 1968
Der antrittsschnelle, bewegliche und mit Torinstinkt ausgestattete Stürmer setzte seine Torejagd auch in der Regionalliga Nord für Holstein Kiel fort. Am ersten Spieltag der Fußball-Regionalliga 1963/64, am 11. August 1963, verwandelte Koll die 2:0-Halbzeitführung des VfR Neumünster durch vier Treffer in der zweiten Halbzeit in einen 4:2-Erfolg für Kiel um. Sportlicher Höhepunkt wurde die Saison 1964/65, in der Koll mit 23 Treffern in der Torschützenliste im Norden zweiter hinter seinem Mannschaftskameraden Gerd Saborowski (34 Tore) wurde und Holstein Kiel die Meisterschaft gewann und damit in die Aufstiegsrunde zur Fußball-Bundesliga einzog. In der Aufstiegsrunde erzielte Koll fünf Treffer, gleich zwei zum 4:2-Erfolg am 19. Juni 1965 gegen den späteren Aufsteiger Borussia Mönchengladbach. In den zwei folgenden Spielzeiten belegte Kiel jeweils nur den dritten Rang und verfehlte somit den erneuten Einzug in die Aufstiegsrunde. 1967 steuerte Gerd Koll wieder 23 Treffer für die „Störche“ bei und belegte damit den dritten Platz in der Torschützenliste hinter Günter Pröpper (VfL Osnabrück) mit 25 und Peter Osterhoff (St. Pauli) mit 24 Toren.
Insgesamt bestritt Koll von 1963 bis 1968 für Kiel in der Regionalliga 148 Spiele und erzielte dabei 76 Tore. Mit 30 Jahren beendete er seine Vertragsspielerlaufbahn. Mit der Auswahl des Norddeutschen Fußball-Verbandes (NFV) absolvierte der Angreifer von 1962 bis 1964 sechs Spiele und erzielte vier Tore. Herausragend war dabei die USA-Tournee im Mai 1962 mit Spielen gegen die DAFB-Auswahl, Chicago All Stars, New Jersey Auswahl und National Ukrainians. Mitspieler waren dabei Hans Jäcker, Joachim Bäse, Walter Schmidt, Jürgen Moll (alle Eintracht Braunschweig), Rolf Gieseler, Ingo Porges, Peter Osterhoff, Uwe Witt (alle St. Pauli), Werner Gerstle, Wolfgang Träger, Claus Winkelmann, Heiner Klose (alle VfV Hildesheim) und Vereinskollege Manfred Greif.

### Trainer
Koll studierte bereits während seiner Zeit als Spieler für das Lehramt in den Fächern Englisch und Sport. Bereits mit 30 Jahren beendete er seine aktive Laufbahn bei Holstein Kiel und wurde Lehrer für Sport und Englisch am Kieler Max-Planck-Gymnasium. Hier traf er im Kollegium auf seinen alten Mannschaftskameraden Diether Trede. Eine Karriere als Trainer hatte er nicht geplant. Ein Aushilfsengagement bei Holstein Kiel wurde dann aber zum größtmöglichen Erfolg: Der damals 40-jährige Oberstudienrat führte die Kieler als Trainer in der Saison 1977/78 zum Aufstieg in die 2. Fußball-Bundesliga, wo er den Posten jedoch aus beruflichen Gründen abgeben musste. 1982 rettete er dann auch noch einmal den VfB Lübeck vor dem Abstieg aus der Oberliga, nachdem er dort Anfang Februar 1982 das Traineramt angetreten hatte. Im November 1982 wurde Koll aus sportlichen Gründen vom VfB beurlaubt.